# Adesmia aegiceras
Adesmia aegiceras är en ärtväxtart som beskrevs av Rodolfo Amando Philippi. Adesmia aegiceras ingår i släktet Adesmia och familjen ärtväxter. IUCN kategoriserar arten globalt som livskraftig. Inga underarter finns listade i Catalogue of Life.